# Menispermum
Menispermum és un petit gènere de plantes amb flors que són lianes caducifòlies dins la família Menispermaceae. Tenen la sexualitat dioica i els seus fruits són similar als de la vinya però són drupes. La paraula Menispermum deriva del grec mene, que significa lluna i sperma que significa llavor (per l'aspecte de creixent de la Lluna que tenen les seves llavors.

## Taxonomia
Només hi ha tres espècies dins el gènere Menispermum que són:
- Menispermum canadense L. – Canadian moonseed (nord-est d'Amèrica del Nord)
- Menispermum dauricum DC. – nord-est d'Àsia[2]
- Menispermum mexicanum – de Mèxic

### Abans ubicats en aquest gènere
- Anamirta cocculus (L.) Wight & Arn. (com M. cocculus L.)
- Calycocarpum lyonii (Pursh) A.Gray (com M. lyonii Pursh)
- Cocculus carolinus (L.) DC. (com M. carolinum L.)
- Cocculus hirsutus (L.) Diels (com M. hirsutum L.)
- Cocculus orbiculatus (L.) DC. (com M. trilobum Thunb.)
- Jateorhiza palmata (Lam.) Miers (com M. columba Roxb. or M. palmatum Lam.)
- Pericampylus glaucus (Lam.) Merr. (com M. glaucum Lam.)
- Sinomenium acutum (Thunb.) Rehder & E.H.Wilson (com M. acutum Thunb.)
- Tinospora cordifolia (Willd.) Hook.f. & Thomson (com M. cordifolium Willd.)
- Tinospora crispa (L.) Hook. f. & Thomson (com M. crispum L.)[2]

## Usos
Totes les parts d'aquestes plantes se sap que són verinoses. Alguns infants han mort per haver-ne menjat els fruits.
Ha tingut usos medicinals en etnobotànica.
De vegades es cultiven com planta ornamental.